# HP-35

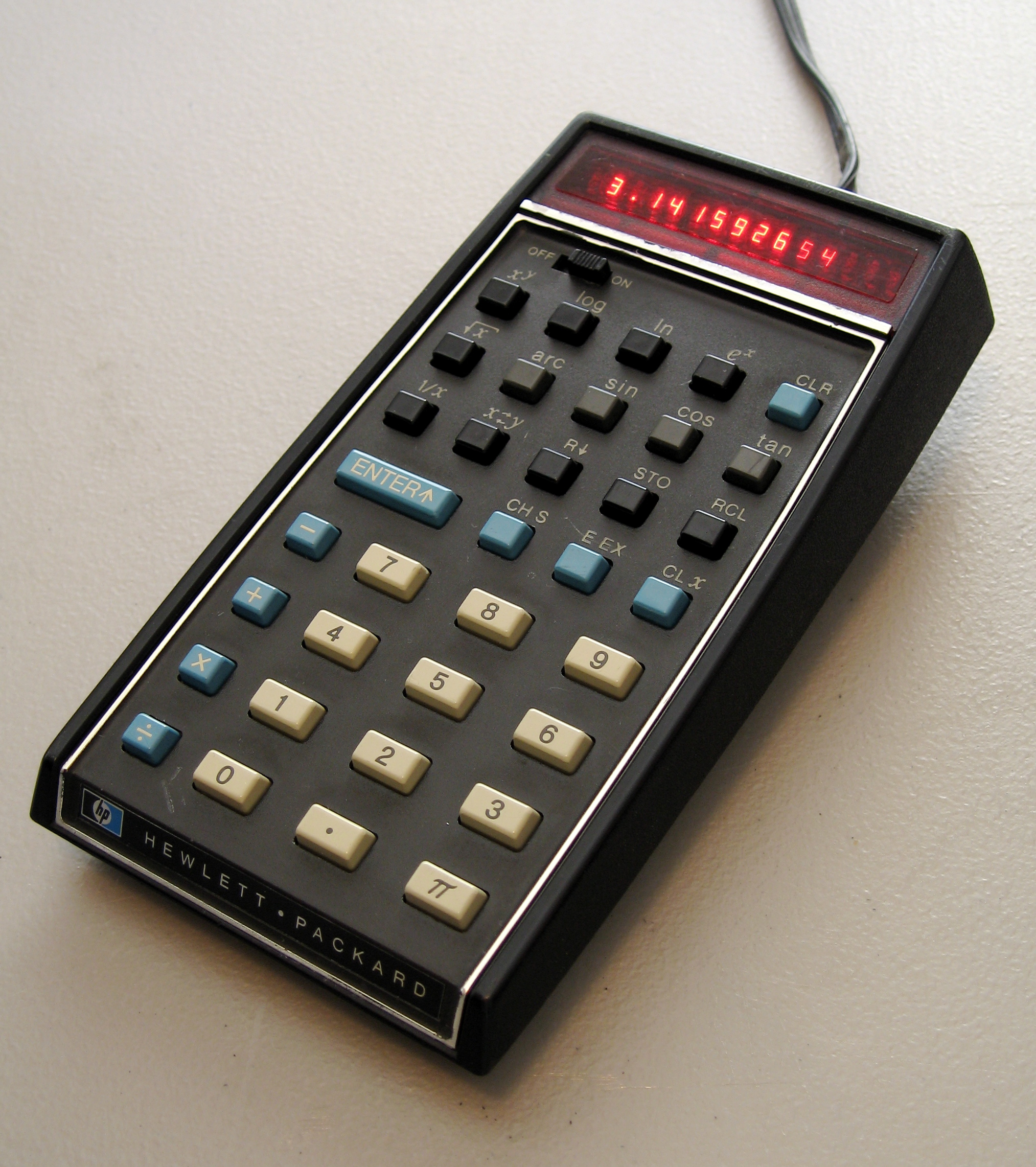
在HP-35型上显示π

HP-35型科学计算器是惠普公司于1972年推出的世界上第一种手持式科学计算器。

## 功能
HP-35相当于掌上型的HP9100计算器。使用发光二极管作为显示设备，可以显示10位数字，进行加减乘除、三角函数、指对数运算等功能。因为一共拥有35个按键而得名。另外，HP-35一特別之處，是它採用逆波蘭表示法（Reverse Polish notation）。

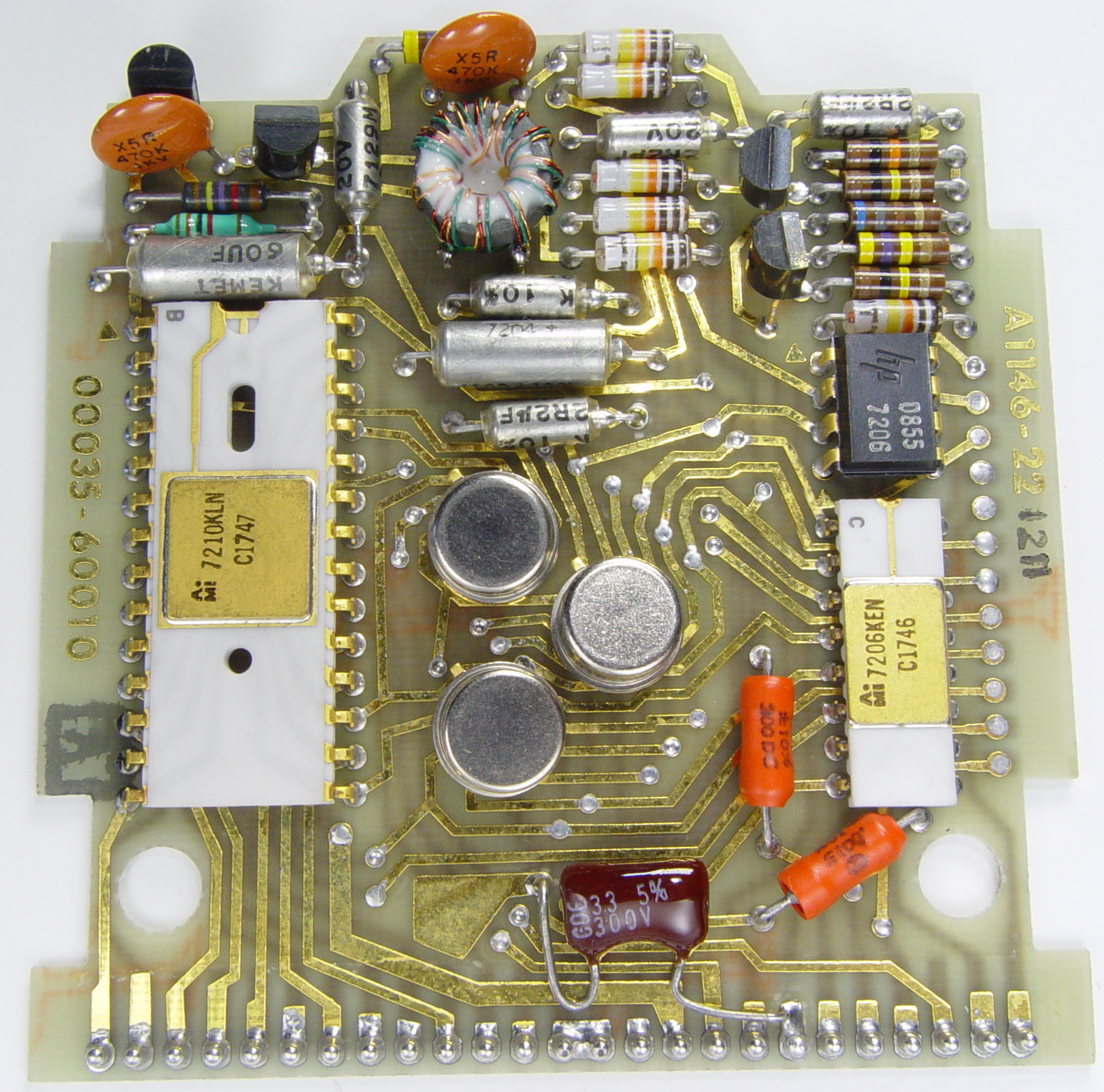
HP-35的电路板

2009年4月15日，IEEE宣布授予HP-35型计算器IEEE电子工程及计算里程碑奖。

## 资料来源
1. ↑  HP-35科学计算器荣获IEEE里程碑奖[永久]